# 索尼影视电视
索尼影视电视公司，简称SPT，是索尼影視娛樂在美国的电视节目制作发行公司。
全球業務推展則由其部門「索尼影業電視網」（Sony Pictures Television Networks，SPTN）統籌Sony Channel、AXN、Crackle、Animax（日本以外）等服務。